# Vulcan (lanciatore)
Il Vulcan è un vettore da lancio spaziale pesante progettato e costruito dalla United Launch Alliance, la joint venture tra Lockheed Martin e Boeing, in partnership con Blue Origin. L'obiettivo è abbassare i costi dei lanci in un mercato diventato più competitivo ma anche per non dipendere più dal produttore russo che fornisce i motori RD-180 che alimentano il primo stadio dell'Atlas V. Il lanciatore nella sua configurazione più potente è in grado di posizionare un carico utile di 14,4 tonnellate in orbita di trasferimento geostazionaria e di 27,2 tonnellate in orbita bassa. Dopo numerosi rinvii, il volo inaugurale è stato effettuato con successo l'8 gennaio 2024, quando ha lanciato il lander lunare Peregrine dell'Astrobotic Technology verso la Luna.

## Sviluppo
Fin dalla sua fondazione, avvenuta nel 2006, la ULA ha cercato di sviluppare e costruire un vettore tutto suo. Infatti gli attuali vettori gestiti dalla United Launch Alliance sono gli ex-lanciatori della Boeing Delta II e Delta IV e l'ex-Lockheed Martin Atlas V. Vennero fatte molte proposte, ma nessuna di questa venne finanziata per i costi di sviluppo troppo alti. Infine la ULA ha deciso di proseguire con gli Atlas e i Delta fino a che non avrebbe ricevuto fondi sufficienti a progettare il nuovo veicolo.
Il 13 maggio 2014 il ministro russo Dmitry Rogozin annunciò che la Russia avrebbe proibito agli Stati Uniti di usare motori russi a scopo militare – un frequente carico sul lanciatore Atlas V dell'ULA il quale utilizza un singolo RD-180 che viene perso dopo ogni volo. In risposta, la US Air Force ha chiesto alla Aerospace Corporation di cominciare a valutare alternative per alimentare il razzo Atlas V con motori non russi. Le prime stime indicano che per sostituire l'RD-180 sull'Atlas V ci vorranno 5 o più anni. La United Launch Alliance cominciò la progettazione di un nuovo vettore da lancio spaziale derivato direttamente dall'Atlas V. Infine, il 13 aprile 2015, ha svelato il suo nuovo vettore, il Vulcan.
Il Vulcan non userà più un motore russo, ma uno statunitense di nuova concezione alimentato da ossigeno liquido (LOX) e metano liquido (CH4). I motori utilizzati sarebbero stati 2 Blue Origin BE-4. Inizialmente la Blue Origin intendeva tenere per sé i propri motori, ma a causa di problemi finanziari è stata costretta ad entrare in partnership con la ULA. La Aerojet inoltre ha proposto il proprio AR-1 ad idrocarburi come motore principale del Vulcan, affermando che ogni motore costerebbe solo 24 milioni di dollari. La ULA ha dichiarato che la proposta di Aerojet sarebbe stata presa in considerazione se il BE-4 avesse incontrato problemi nello sviluppo.
Nel maggio 2018, ULA ha annunciato la scelta del motore RL10 di Aerojet Rocketdyne per lo stadio superiore Vulcan Centaur. Nel settembre 2018, ULA annunciò la scelta del motore Blue Origin BE-4 per il booster di Vulcan. Nell'ottobre 2018, l'USAF ha rilasciato un accordo di servizio di lancio NSSL con nuovi requisiti, ritardando il lancio iniziale di Vulcan all'aprile 2021, dopo un precedente rinvio al 2020.
Il 31 luglio 2019 vennero diffuse due immagini del serbatoio GNL accoppiato e della struttura di spinta. Il 2 agosto 2019, Blue Origin ha pubblicato su Twitter l'immagine di un motore BE-4 a piena potenza su un banco di prova. Il 6 agosto 2019, le prime due parti della piattaforma di lancio mobile (MLP) di Vulcan sono state trasportate allo Spaceflight Processing Operations Center (SPOC) vicino alle rampe di lancio SLC-40 e SLC-41 di Cape Canaveral. Il 12 agosto 2019, l'ULA ha presentato il Vulcan Centaur per la fase 2 della competizione per i servizi di lancio dell'USAF. A febbraio 2020, il serbatoio per il secondo razzo operativo era in costruzione nello stabilimento ULA di Decatur, in Alabama.
Il lanciatore sostituirà i Delta IV Medium (dismesso nel 2019), l'Atlas V e Delta IV Heavy che avrebbe dovuto essere stato prodotto fino al 2022 a causa di sonde e satelliti attualmente in fase di sviluppo avanzato i quali non sono compatibili con il Vulcan.
Il 19 agosto 2019, è stato annunciato che Astrobotic Technology ha scelto ULA per lanciare il suo lander Peregrine sul primo volo di certificazione Vulcan, denominato Certification-1. Dopo numerosi ritardi, il Vulcan è decollato per la prima volta l'8 gennaio 2024.

## Design

### Primo stadio
Il Vulcan ha un diametro esterno di 5,4 m per supportare due motori Blue Origin BE-4 che utilizza metano liquido come combustibile. Nel settembre 2018, dopo una competizione con l'Aerojet Rocketdyne AR1, il BE-4 è stato selezionato per alimentare il primo stadio del Vulcan.
È possibile inserire fino a sei a booster SRB GEM-63XL a propellente solido al primo stadio in coppia, fornendo una spinta aggiuntiva durante la prima parte del volo e consentendo al Vulcan Centaur a sei SRB di lanciare un carico utile di massa superiore rispetto all'Atlas V 551.

### Secondo stadio
Lo stadio superiore del Vulcan è il Centaur V, una variante aggiornata e più potente del Centaur III (o Common Centaur) utilizzata sull'Atlas V. I piani precedenti prevedevano che il Centaur V fosse eventualmente aggiornato con la tecnologia ACES (Advanced Cryogenic Evolved Stage, Stadio avanzato criogenico evoluto) propulso da 4 motori Aerojet Rocketdyne RL-10A-4-2, 1 Aerojet AR-1 oppure da un BE-4 di Blue Origin, tuttavia questa scelta fu successivamente smentita, gli studi effettuati sono stati utili per l'aggiornamento al Centaur ma la ULA decise di non proseguire con quella tecnologia.

#### Operazione di pulizia dei detriti spaziali
Una delle applicazioni più accreditate per l'ACES è quella di effettuare un'operazione di pulizia completa dello spazio intorno alla Terra, in modo da facilitare il lancio di satelliti in orbita geostazionaria o di sonde in un'orbita di fuga. Attualmente ci sono nello spazio più di 2000 detriti spaziali, di cui molti sono vecchi stadi di lanciatori ormai non più funzionanti e satelliti militari e commerciali ormai dismessi o esplosi (come l'ultimo meteorologico americano esploso a fine 2014). La missione consisterebbe nel riutilizzare un ACES precedentemente usato per lanciare un satellite o una sonda facendolo avvicinare ed agganciare ad un detrito spaziale e, con una breve accensione dei motori, mandarlo in un'orbita di rientro atmosferico.

### Carenatura
Il Vulcan presenterà due dimensioni per la carenatura del carico utili. La classica carenatura da quattro metri, utilizzata fin dall'Atlas II, sarà usata in formato standard o leggermente ridotto; inoltre Lockheed Martin ha introdotto una versione di carenatura da 5 metri (4,57 come porzione utilizzabile), sviluppata e costruita da RUAG in Svizzera. Questa carenatura è un progetto composito che si basa su componenti già testati in volo. Tre configurazioni saranno prodotte per supportare il Vulcan. La carenatura classica ricopre solo il carico utile, lasciando quindi lo stadio Centaur oppure ACES esposto all'aria aperta. Al contrario, la carenatura Contraves racchiude sia lo stadio superiore che il carico utile.

### Sistema di recupero dei motori
Nel lanciatore verrà inserito un sistema di recupero dei motori del primo stadio decisamente innovativo, anche se non inizialmente. Essi verranno sganciati dal serbatoio dopo lo spegnimento, rientrando nell'atmosfera protetti da uno scudo termico gonfiabile che rallenterà la velocità di discesa. Entreranno poi in funzione dei paracadute direzionali per ridurre ulteriormente la velocità e la sezione dei motori precipiterà nell'oceano, utilizzando lo scudo gonfiabile come una zattera. Il riutilizzo dei motori consentirà un risparmio di oltre il 60% sul costo di ogni razzo. La tecnologia è stata denominata SMART (Sensible Modular Autonomous Return Technology). Prima del 2022 l'ULA aveva considerato di recuperare i motori agganciandoli con un elicottero da trasporto a mezz'aria.

## Versioni e configurazioni
Il Vulcan Centaur avrà una designazione di quattro caratteri per ciascuna configurazione, in cui il primo carattere rappresenta il primo stadio del veicolo; il Vulcan è indicato con la lettera "V". Il secondo carattere indica lo stadio superiore, il Centaur è designato "C. Il terzo carattere rappresenta il numero di dei razzi ausiliari collegati al Vulcan. Il carattere finale rappresenta la configurazione della lunghezza della carenatura del carico utile, che è indicata da "S" (standard; 15,5 m di lunghezza) o "L" (large; 21,3 m)
La capacità di carico utile del Vulcan Centaur in differenti orbite o direzioni è la seguente:
| Versione           | Booster | Carico utile | Carico utile | Carico utile | Carico utile | Carico utile | Carico utile | Carico utile |
| Versione           | Booster | LEO          | ISS          | Polare       | MEO          | GEO          | GTO          | TLI          |
| ------------------ | ------- | ------------ | ------------ | ------------ | ------------ | ------------ | ------------ | ------------ |
| Vulcan Centaur VC0 | 0       | 10800 kg     | 9200 kg      | 8500 kg      | N.D.         | N.D.         | 3500 kg      | 2300 kg      |
| Vulcan Centaur VC2 | 2       | 19000 kg     | 16300 kg     | 15200 kg     | 3900 kg      | 2600 kg      | 8400 kg      | 6300 kg      |
| Vulcan Centaur VC4 | 4       | 24600 kg     | 21600 kg     | 20000 kg     | 6200 kg      | 4900 kg      | 11700 kg     | 9200 kg      |
| Vulcan Centaur VC6 | 6       | 27200 kg     | 25800 kg     | 23900 kg     | 8100 kg      | 6500 kg      | 14500 kg     | 11500 kg     |
| Vulcan Upgrade     | 6       | 27200 kg     | 26900 kg     | 24900 kg     | 8600 kg      | 7000 kg      | 15300 kg     | 12100 kg     |

## Lanci del Vulcan Centaur
Essendo il Vulcan sostituto sia del Delta IV Heavy che dell'Atlas V, diversi voli già programmati negli anni 2024 e 2025 saranno per conto di enti governativi statunitensi, come la U.S. Space Force e il National Reconnaissance Office. Successivamente, dopo alcuni lanci per la NASA con la navetta Dream Chaser, il lanciatore servirà per mandare in orbita i satelliti di Amazon per terminare la costellazione satellitare del Progetto Kuiper, iniziata con l'Atlas V.
| # | Data e orario (UTC) | Nr. seriale | Vers. | Sito di lancio | Carico utile          | Massa   | Cliente                | Orbita | Esito       |
| - | --- | ----------- | ----- | -------------- | --------------------- | ------- | ---------------------- | ------ | ----------- |
| 1 | 8 gennaio 2024 07:18 UTC | V-001       | VC2S  | CCSFS (SLC-41) | Peregrine Mission One | 1283 kg | Astrobotic Technology  | TLI    | Riuscito    |
| 1 | Primo lancio di un Vulcan. In questo lancio, denominato Certification 1, è stato inserito in traiettoria di trasferimento lunare il lander Peregrine, nell'ambito del programma Commercial Lunar Payload Services. Il carico includeva anche un payload dell'agenzia di pompe funebri Celestis. |             |       |                |                       |         |                        |        |             |
| 2 | 4 ottobre 2024 |             | VC2S  | CCSFS (SLC-41) | Carico simulato       |         | United Launch Alliance |        | Riuscito    |
| 2 | Secondo lancio di un Vulcan, denominato Certification 2, che traspotava un carico simulato. Si tratta della seconda missione di test richiesta per certificare il lanciatore per le missioni del programma National Security Space Launch. Originariamente doveva portare in orbita per la prima volta il Dream Chaser, spazioplano della Sierra Space Corporation. Circa 37 secondi dopo il lancio, l'ugello di uno dei booster a propellente solido si è staccato, provocando una pioggia di detriti nel pennacchio di scarico. Sebbene il booster abbia continuato a funzionare per tutti i suoi 90 secondi di combustione, l'anomalia ha portato a una spinta ridotta e asimmetrica. Ciò ha causato una leggera inclinazione del razzo prima che il sistema di guida e i motori principali correggessero con successo la traiettoria ed estendessero la loro combustione di circa 20 secondi per compensare. Nonostante l'anomalia, il razzo ha raggiunto un perfetto inserimento orbitale. Tuttavia questo inconveniente potrebbe allungare i tempi di certificazione previsti in precedenza. |             |       |                |                       |         |                        |        |             |
| 3 | 12 agosto 2025 |             | VC4S  | CCSFS (SLC-41) | USSF-106              |         | USSF                   | GSO    | Programmato |
| 3 | Prima missione con un Vulcan Centaur per la National Security Space Launch. |             |       |                |                       |         |                        |        |             |
| 4 | Q3 2025 |             | VC4S  | CCSFS (SLC-41) | USSF-87 (GSSAP 7 & 8) |         | USSF                   | GSO    | Programmato |
| 4 | Il carico è costituito da due satelliti per la Geosynchronous Space Situational Awareness. |             |       |                |                       |         |                        |        |             |